# ابرولگرد (بوم‌شناسی)
در بوم‌شناسی، یک گونه اَبَرولگرد یا گونه اَبَرپیشتاز (به انگلیسی: Supertramp) هر نوع جانوری است که از راهبرد پراکندگی بالا در میان بسیاری از زیستگاه‌های مختلف پیروی می‌کند، که در بارهٔ هیچ‌یک از آنها به ویژه تخصصی نیست. گونه‌های ابرولگرد معمولاً نخستین کسانی هستند که به زیستگاه‌های تازه در دسترس مانند جزایر آتشفشانی و زمین‌های تازه جنگل‌زداییشده می‌رسند. آنها می‌توانند پیامدهای منفی عمیقی بر گیاهان و جانوران بسیار تخصصی‌تر داشته باشند، هم به‌طور مستقیم از طریق شکار و هم به‌طور غیرمستقیم از طریق رقابت برای منابع.